# Історія Львівського університету
Львів був столицею Галичини, а отже у ньому відбувалися різні політично–суспільні процеси та зміни. Усі події галицького життя стосувалися безпосередньо Львівського університету: професорсько-викладацького складу, їх оточення та усю академічну спільноту.

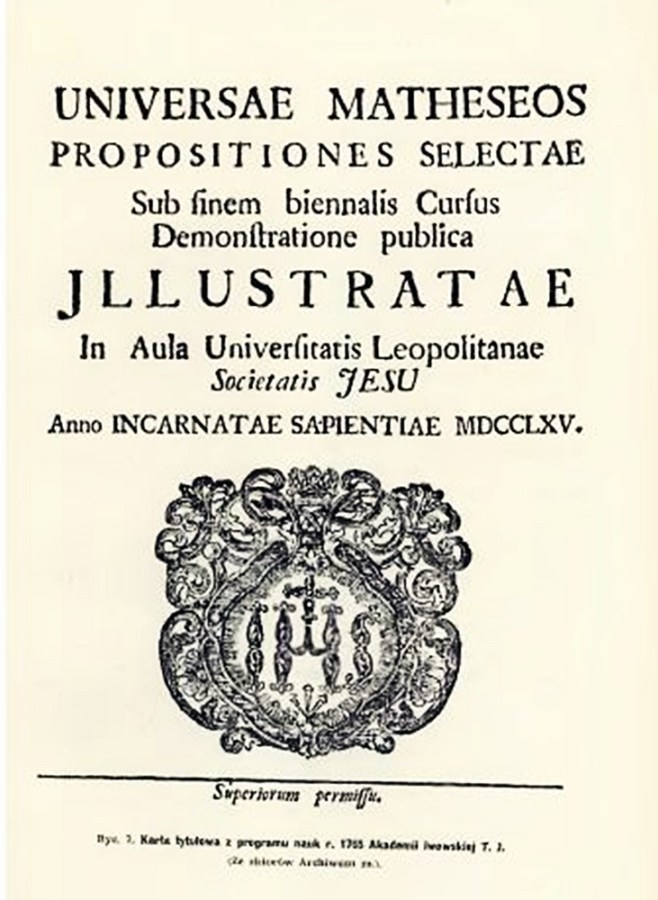
Навчальні плани Львівського університету (1765)

Спочатку у Львові у 1586 р. діяла братська школа. Згодом у 1608 р. єзуїти тут відкрили свою середню школу — колегію, а у 1661 році король Ян II Казимир видав декрет, що надавав єзуїтській колегії гідність Академії та титул університету. Саме цю дату вважають роком заснування Львівського університету. Проте ця процедура була зроблена без погодження з усіма королівськими інституціями й сенат не ратифікував королівський декрет. Лише у 1758–1759 рр. польський король Август III та папа римський Климент XIII підтвердили статус вищої школи.
Після того, як у 1772 р. Галичина увійшла до складу імперії Габсбургів та було скасовано діяльність католицьких чернечих орденів, Академія отримала будівлю монастиря та костелу тринітаріїв, де у 1784 році було організовано бібліотеку.
Даний навчальний заклад наприкінці ХІХ–на початку XX століття був центром боротьби за національну школу. Відомо, що після розпаду Австро-Угорської імперії, Галичина була захоплена Польщею. Міністерство освіти Польщі вже 18 листопада 1918 р. спеціальним розпорядженням оголосило, що бере Львівський університет під свою опіку, і присвоїло йому ім’я польського короля Яна Казимира.

## Структура навчального закладу
Львівський університет складався з чотирьох факультетів: теологічного, юридичного, філософського, медичного.
Перший готував ксьондзів (священиків) для римо-католицьких та греко-католицьких церков. Другий — чиновників для суду, прокуратури та державних установ. Філософський готував вчителів для середніх шкіл. Медичний — лікарів.
Три перших факультети діяли постійно, а останній був закритий у 1805 р. Лише 1891 р. імператор видав указ про його відкриття, котре відбулося 1894 р.

Львівський університет (1850-1920 рр.)

Діяльність Львівського університету регламентувалася Загальними приписами міністра освіти від 1 жовтня 1850 р. і рядом міністерських та імператорських розпоряджень, котрі зібрані у Збірнику університетських законів.
Важливими ланками у структурі вищої школи були академічна бібліотека і канцелярія, що займалася діловодством. Кафедр, у сучасному розумінні цього слова, на початку ХХ ст. ще не існувало. Вони ототожнювалися із професором, котрий вів певний курс. На медичному факультеті кафедри були лише польськими, а на решті також й українськими.
У 1894 р. було відкрито кафедру всесвітньої історії з особливою угодою до Східної Європи, її ще називають кафедра історії України. У 1900 р. почала діяти ще одна — кафедра української мови та літератури і церковно-слов’янської мови.
Важливою подією, котра припала на кінець ХІХ ст. стало становлення польської наукової історичної школи у Львівському університеті. Так, у 1871 р. була видана імператорська постанова відповідно до якої усі обмеження, що досі стояли на перешкоді проведення лекцій польською чи руською (українською) мовами на правничому та філософському факультетах Львівського університету мали бути повністю ліквідовані, а на кафедри цих факультетів могли працевлаштовуватися лише ті кандидати, які досконало володіли однією з двох місцевих мов.
Станом на 1874 р. нараховувалося 8 українських, 59 польських, 46 німецьких, 13 латинських предметів, а на 1900 р. — 17 українських, 167 польських, 3 німецькі, 15 латинських.
Керівним органом вищої школи була колегія професорів, яка обиралася на один рік і складалася із звичайних і надзвичайних професорів та доцентів. Вона вирішувала кадрові питання, контролювала організацію і хід навчального процесу, затверджувала навчальні плани та програми, присуджувала науковий ступінь доктора наук, вирішувала питання видачі документів про освіту, реорганізації та відкриття кафедр, зарахування студентів тощо. Рішення приймалися більшістю голосів.
Колегія професорів була керівним колегіальним органом факультету. До неї входили декан, продекан, професори факультету і два приват – доценти. Перший здійснював безпосереднє керівництво факультетом, його обирала колегія професорів факультету з числа звичайних професорів і затверджував міністр освіти. Продекан допомагав виконувати обов’язки.

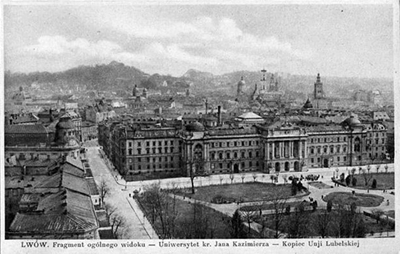
Львівський університет 1900 р.

Професорсько-викладацький склад можна поділити на основний та допоміжний. До першого належали професори й доценти, до другого — асистенти, лектори. Професори поділялися на звичайних (ординарні [Архівовано 26 лютого 2017 у Wayback Machine.]) та незвичайні  (екстраординарні). Статус затверджував імператор.
На 1900 р. загальна кількість викладачів складала 147: 49 звичайних, 19 надзвичайних, 37 приватних та 42 асистенти. На 1913 р. всього викладачів 222, з них: 4 почесних, 63 звичайних, 17 надзвичайних, 4 платних, 66 приватних, 68 асистентів. 
Професори виходили на пенсію (емеритуру) у віці 65 років, проте їм дозволялося працювати до 70-ти літнього віку. Тоді він ставав почесним.
Доценти поділялися на штатних (платних) та приватних. Усі вони не вважалися державними службовцями та були обмежені в управлінні факультетом. Щоб отримати доцентуру, необхідно було стати доктором наук і пройти габілітацію — після апробації наукової праці здати колоквіум зі спеціальності й прочитати пробну лекцію перед комісією та професорською колегією. 
Звичайні, надзвичайні професори та штатні доценті отримували гроші від держави.
Також при університеті працював службовий персонал, що займався адміністративно-господарською діяльністю.

## Внесок відомих діячів професорсько-викладацького складу
Одним із відомих представників професорсько-викладацького складу був перший професор права, котрий викладав українською мовою — Омелян Огоновський. Він зробив значний внесок у розробку української юридичної термінології.
Серед відомих представників професорсько-викладацького складу був професор Михайло Грушевський, що обраний на посаду завідувача кафедри всесвітньої історії з спеціальним оглядом на історію Східної Європи, а також викладав ряд спецкурсів: «Історіографія руська», «Великий рух народів», «Боротьба за Галичину та Волинь у XVI ст.», «Історія Східної Європи у XVII ст.», «Історія Руси у XVII – XVIII ст.». Професор навчав студентів організовувати свою дослідницьку діяльність та розширювати знання про минуле.
І. Крип’якевича вважають фактичним засновником історичного факультету, де він викладав курс історії УРСР.
Завдяки праці професора В. Маслюка «Латиномовні поетики і риторики XVII–першої половини XVIII ст. та їх роль у розвитку теорії літератури на Україні», науковий обіг було введено нові факти і приклади у дослідженні та інтерпретації українських латиномовних курсів поетичного та ораторського мистецтва.
Розвиток класичної філології у Львівському університеті у повоєнний час пов’язаний з іменем Й. Кобова. Він був засновник наукової школи з вивчення граматичної спадщини античних дослідників мови.
Також у Львівському українському університеті працювали інші відомі вчені: критик, літературознавець і перекладач В. Щурат, медик М. Панчишин, юрист Є. Давидяк, атрополог І. Раковський, математики В. Левицький і М. Чайковський, історик М. Кордуба.

## Видатні випускники університету
Відомими випускниками, котрий закінчив юридичний факультет був Семен Бендасюк. Це галицький громадський діяч, котрий брав активну участь у написанні статей у «Прикарпатську Русь». Він один із представників москвофільського напрямку. 

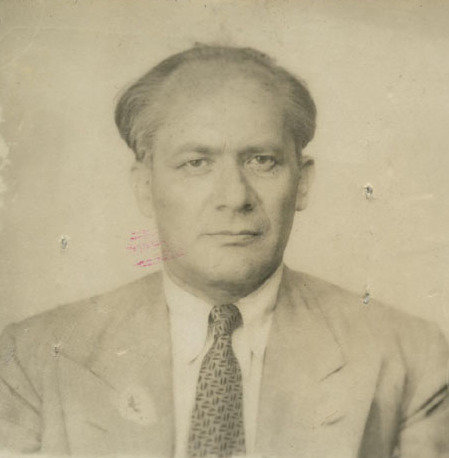
Рафаел Лемкін

Герш Лаутерпахт — юрист, один із авторів концепції прав людини як норми міжнародного права.
Рафал Лемкін — науковець-правник, вперше запровадив слова геноцид як правове поняття.
Казимир Айдукевич був одним із представників Львівсько – Варшавської школи логіки і семантики. Воював  у австрійській армії на Італійському фронті під час Першої Світової війни.
Сидір Єзерський відомий своїми  перекладами драми Ф. Шіллера «Підступність і кохання»,  повістей Ю. Коженьовського «Анілька» та «Поступова панна», роману Е. Дж. Булвера-Літтона «Останні дні Помпеї».

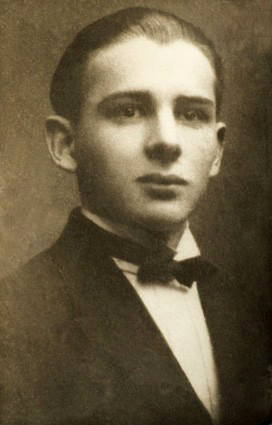
Богдан-Ігор Антонич

Серед випускників поетів можна виділити Богдана Ігоря Антонича — відомого прозаїка, літературознавця.

## Висновки
Отже, Львівський університет на межі ХІХ–ХХ ст. був одним із важливих освітніх центрів Галичини.
Потужна діяльність  професорсько-викладацького складу дала досить велику кількість випускників та заклала підвалини для подальшої роботи закладу.